# Thỏ Beveren
Thỏ Beveren là một giống thỏ có nguồn gốc từ Bỉ. Đây là một trong những giống thỏ lâu đời nhất và lớn nhất của thỏ lấu lông. Nó lần đầu tiên được nuôi ở Beveren, một thị trấn nhỏ gần Antwerp tại Bỉ. Chúng được công nhận bởi Hiệp hội nhân giống thỏ Mỹ (Rabbit Breeders Association) với ba màu sắc khác nhau, Đen, Xanh và Trắng. 

## Đặc điểm
Lớp lông khoác của chúng có thể là màu xanh, trắng, đen, nâu và màu hoa cà, mặc dù không phải tất cả những giống này là ARBA-công nhận. Có nhiều loại quý hiếm được gọi là Beveren đi kèm trong các màu sắc tương tự nhưng có lông trắng. Sự đa dạng màu xanh là phiên bản gốc. Thỏ Beveren được tôi luyện tốt, sạch sẽ, và thông minh. Chúng tràn đầy năng lượng, và thích khám phá ngoài trời. Bộ lông nên dày đặc và bóng nhẹ nhàng. Chiều dài lông bình quân 1¼ đến 1 ½ inches. Loài thỏ lớn này có một hình dạng mandolin rõ rệt.
Chúng là vật nuôi nhạy cảm với các yếu tố ngoại cảnh (chốn trạy, sợ tiếng động), khả năng thích ứng với môi trường kém. Nếu được chăm sóc tốt, chúng sẽ trở nên thân thiện và vui vẻ. Cần tránh tiếp xúc với các loài động vật khác, đặc biệt là chuột. Nếu ban ngày chúng ăn không hết thức ăn thì cần vét sạch máng, nếu thừa chuột sẽ lên ăn và cắn chết thỏ, nhất là thỏ con mới đẻ.
Dạ dày chúng co giãn tốt nhưng co bóp yếu. Nhiều con bị chứng sâu răng hành hạ và có vấn đề về tiêu hóa. Chúng cũng bị mắc một số bệnh như bại huyết, ghẻ, cầu trùng, viêm ruột, do ăn thức ăn sạch sẽ, không bị nấm mốc. Nếu thấy chúng có hiện tượng phân hôi, nhão sau đó lỏng dần thấm dính đét lông quanh hậu môn, kém ăn, lờ đờ uống nước nhiều đó là bệnh tiêu chảy. 

## Chăm sóc
Cho ăn cà rốt có thể khiến chúng bị sâu răng, cũng như gây nên những vấn đề về sức khỏe khác. Cà rốt và táo chứa nhiều đường thực vật, chỉ nên cho thỏ ăn những loại này ít. Chúng thích cam thảo nhưng nó lại không tốt bởi thỏ không thể tiêu hóa đường. Chúng thông thường không ăn rau củ có rễ, ngũ cốc hoặc trái cây, đặc biệt là rau diếp. Nên cho thỏ ăn cỏ, cải lá xanh đậm như bắp cải, cải xoăn, bông cải xanh (phải rửa sạch).
Luôn có thức ăn xanh trong khi chăm sóc, lượng thức ăn xanh cho chúng luôn chiếm 90% tổng số thức ăn trong ngày. Có thể cho chúng ăn thêm thức ăn tinh bột, không được lạm dụng vì chúng sẽ dễ bị mắc bệnh về đường tiêu hóa dẫn đến chết. Nhiều người cho rằng thỏ không cần uống nước là sai. Thỏ chết không phải do uống nước hay ăn cỏ ướt mà vì uống phải nước bẩn và ăn rau bị nhiễm độc.